# Веймарт (Пенсільванія)
Веймарт (англ. Waymart) — місто (англ. borough) в США, в окрузі Вейн штату Пенсільванія. Населення — 1297 осіб (2020).

## Географія
Веймарт розташований за координатами 41°35′11″ пн. ш. 75°24′13″ зх. д. / 41.58639° пн. ш. 75.40361° зх. д. (41.586388, -75.403716).  За даними Бюро перепису населення США в 2010 році місто мало площу 7,14 км², з яких 6,97 км² — суходіл та 0,18 км² — водойми.

## Демографія
Згідно з переписом 2010 року, у селищі мешкала 1341 особа в 518 домогосподарствах у складі 326 родин. Густота населення становила 188 осіб/км².  Було 566 помешкань (79/км²).
Расовий склад населення:
| - 97,2 % — білих - 0,3 % — корінних американців - 0,3 % — чорних або афроамериканців - 0,1 % — азіатів |

До двох чи більше рас належало 1,6 %. Частка іспаномовних становила 2,2 % від усіх жителів.
За віковим діапазоном населення розподілялося таким чином: 22,7 % — особи молодші 18 років, 55,7 % — особи у віці 18—64 років, 21,6 % — особи у віці 65 років та старші. Медіана віку мешканця становила 43,8 року. На 100 осіб жіночої статі у селищі припадало 82,2 чоловіків;  на 100 жінок у віці від 18 років та старших — 75,5 чоловіків також старших 18 років.
Середній дохід на одне домашнє господарство  становив 55 561 долар США (медіана — 46 739), а середній дохід на одну сім'ю — 64 806 доларів (медіана — 61 786). Медіана доходів становила 45 809 доларів для чоловіків та 31 042 долари для жінок. За межею бідності перебувало 21,9 % осіб, у тому числі 41,5 % дітей у віці до 18 років та 9,2 % осіб у віці 65 років та старших.
Цивільне працевлаштоване населення становило 541 особа. Основні галузі зайнятості: освіта, охорона здоров'я та соціальна допомога — 29,0 %, роздрібна торгівля — 19,2 %, транспорт — 11,5 %, публічна адміністрація — 9,6 %.